# Tiara de papel maché

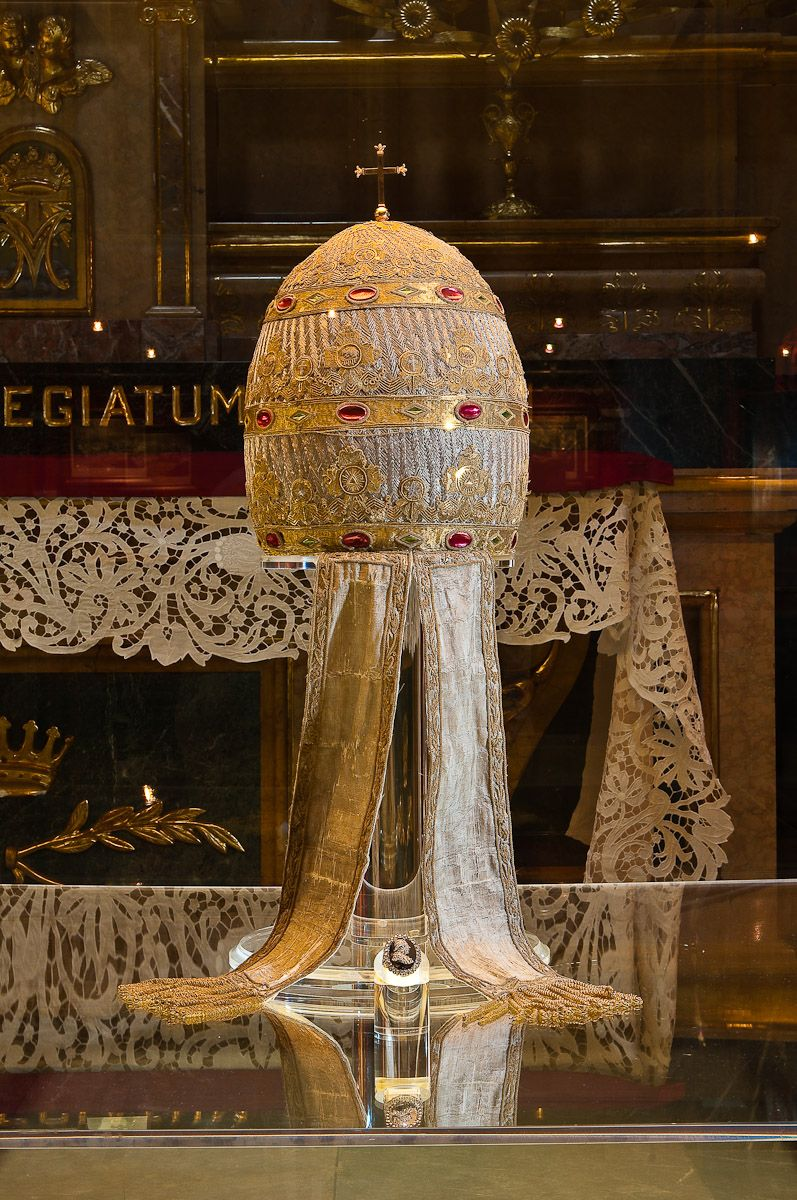
La tiara de papel maché, fotografiada en 2009.

La tiara de papel maché es una tiara papal fabricada para la coronación del papa Pío VII en 1800, realizada en Venecia.
Debido a la invasión napoleónica a los Estados Pontificios, el cónclave de 1799 fue celebrado por seguridad fuera de Roma. En esta última, ya muchos de los tesoros pontificios, como las antiguas tiaras, habían sido robadas o destruidas por los franceses, por lo que no se contaba con una tiara cuando los cardenales eligieron al sucesor de Pío VI.
Barnaba Niccolò Chiaramonti fue elegido como nuevo papa, y su coronación fue celebrada el 21 de marzo de 1800 en el Monasterio de San Giorgio de Venecia. Por ello, y para validar la elección, la nueva tiara debió ser hecha rápidamente con papel maché, y decorada con joyas personales donadas por damas de la aristocracia veneciana.

## Uso posterior
La nueva tiara fue realizada con la intención de ser utilizada temporalmente, pero su uso fue extendido un par de décadas más, incluso luego que se descubriera que la tiara de Gregorio XIII había sobrevivido al saqueo de 1798. Aunque Napoléon donó una tiara a Pío VII posteriormente, la cual había sido realizada a partir de las joyas y adornos de las coronas destruidas por sus tropas, esta era demasiado pequeña y pesada para su uso, y es dudoso que Pío la llegara a usar en algún momento. Se reportó posteriormente que contenía grabados los nombres de varias victorias bélicas de Napoléon, y que un cardenal habría reemplazados aquello con versos de las Escrituras.
Una nueva tiara, hecha de plata, fue fabricada en 1820 para reemplazar las destruidas; pero el uso de la corona de papel maché fue continuo por varias décadas, debido a su peso ligero y confortabilidad, que la hacía una buena alternativa con respecto a las antiguas tiaras, sobre todo para papas más envejecidos. Su último uso fue en 1845, cuando una nueva corona ligera, pero de metal, fue realizada para el papa Gregorio XVI. Contemporáneos a él sugieren que Gregorio creía que era degradante que el vicario de Cristo fuera visto usando una corona hecha de papel arrugado, y no de oro o plata. 
Sin embargo, posteriormente se dijo que el sucesor de Gregorio, Pío IX, utilizaba ocasionalmente la tiara de papel maché durante largas ceremonias, y sobre todo cuando no podía ser visto desde corta distancia.
No se tiene conocimiento de ningún papa posterior a Pío IX que utilizara nuevamente la tiara de papel maché. Las posteriores tiaras eran de peso ligero, por lo que no tuvieron necesidad de usarla, considerando que cada pontífice tenía su propia tiara; el último papa en ser coronado y que usó la tiara papal formalmente fue Pablo VI en 1963. Sus sucesores inmediatos (Juan Pablo I, Juan Pablo II, Benedicto XVI y Francisco) recibieron tiaras como regalo, sin embargo, nunca se les vio usarlas. Desde entonces, tanto papas como cardenales y obispos han generalizado el uso ceremonial de la mitra, cuyos materiales para su confección son los mismos que se usaron en su momento para la tiara de Pío VII, es decir, la tela, el papel y el cartón. No se descarta del todo el retorno de la tiara y su uso por futuros papas, ya que ésta permanece vigente como parte del escudo de armas de la Ciudad del Vaticano.